# McCarty Glacier (glaciär i Antarktis)
McCarty Glacier är en glaciär i Antarktis. Den ligger i Västantarktis. Inget land gör anspråk på området. McCarty Glacier ligger 368 meter över havet.
Terrängen runt McCarty Glacier är huvudsakligen kuperad, men åt nordväst är den platt. Terrängen runt McCarty Glacier sluttar norrut. Trakten är obefolkad. Det finns inga samhällen i närheten.